# Niqmaddou II
Niqmaddou II est un roi d'Ougarit. Il succède à son père Ammistamrou Ier dans le deuxième quart du XIVe siècle av. J.-C.
On situe son règne entre 1375 et 1340 av. J.-C. environ.

## Biographie
Les premières années du règne de Niqmaddou II sont documentées par un traité conclu avec le roi Aziru d'Amurru, dans lequel il se met dans une sorte de protectorat militaire, en versant une contribution à son allié contre une aide armée.
Alors qu'il était un vassal du roi égyptien Akhenaton au début de son règne, il se soumet au roi hittite Suppiluliuma Ier quand celui-ci entame sa première campagne en Syrie du Nord.
Quand les rois de Mukish (Alalakh) et du Noukhashshe se soulèvent contre les Hittites et cherchent à rallier les royaumes voisins à leur cause, Niqmaddou choisit de rester dans le giron hittite. Plusieurs lettres nous montrent les propositions faites par Suppiluliuma au roi d'Ougarit pour le convaincre de rester fidèle. Quand les rebelles sont matés, Niqmaddou rejoint son suzerain à Alalakh où il conclut un premier accord diplomatique, alors que d'autres suivent par la suite.
Niqmaddou II meurt vers 1340 av. J.-C., et son fils Ar-Halba lui succède.